# Caroline Krawczyk
Caroline „Caro“ Krawczyk (* 14. November 1997 in Berlin) ist eine deutsche Fußballspielerin. Die Mittelfeldspielerin steht seit dem Juli 2024 beim 1. FFC Turbine Potsdam unter Vertrag.

## Karriere
Über das Zuschauen beim Training ihres Bruders und das Angebot seines Trainers mitspielen zu dürfen, begann sie in jungen Jahren – noch in ihrer Geburtsstadt Berlin – mit dem Fußballspielen. Nach Frankfurt am Main gelangt, schloss sie sich der Jugendmannschaft des 1. FFC Frankfurt an.
Von 2012 bis 2014 spielte sie zuletzt für die B-Jugendmannschaft des 1. FFC Frankfurt in der Staffel Süd der B-Juniorinnen-Bundesliga und bestritt 31 Punktspiele. Noch als B-Jugendspielerin kam sie in der Saison 2013/14 für den 1. FFC Frankfurt II in der Gruppe Süd der seinerzeit zweigleisigen 2. Bundesliga in sieben Punktspielen zum Einsatz, wobei sie ihr Seniorinnendebüt zum Saisonstart am 8. September 2013 bei der 0:2-Niederlage im Heimspiel gegen den TSV Crailsheim. Von 2014 bis 2020 kam sie zu weiteren 65 Punktspielen in dieser Spielklasse, die letzten zwei Jahre in der eingleisigen 2. Bundesliga. In dieser Zeit gelangen ihr sieben Tore, von denen sie ihr erstes am 13. Dezember 2015 (10. Spieltag) beim 3:0-Sieg im Auswärtsspiel gegen den ETSV Würzburg mit dem Treffer zum 1:0 in der 51. Minute.
Nach der Fusion mit Eintracht Frankfurt agiert der 1. FFC seit dem 1. Juli 2020 als dessen Frauenfußballabteilung. Für diese bestritt sie anschließend und bis zum Saisonende 2021/22 25 Punktspiele in der 2. Bundesliga, in denen ihr zwei Tore gelangen.
In die Schweiz gelangt, kam sie für die Frauenfußballmannschaft des Berner Sport Club Young Boys, den YB Frauen von 2022 bis 2024 in der Women’s Super League in jeweils 16 Punktspielen in der regulären Saison und jeweils vier Spielen der Playoffs um die Meisterschaft der acht bestplatzierten Mannschaften der regulären Saison zum Einsatz. In ihrer letzten Saison bestritt sie alle sechs Rundenspiele um den Schweizer Cup. Im Halbfinale am 20. März 2024, beim 3:2-Sieg über den FC Basel, erzielte sie das Tor zum 2:0 in der 26. Minute. Im Finale am 20. April 2024 in Zürich, war sie mit ihrer Mannschaft dem Servette FC Chênois Féminin mit 2:3 unterlegen.
Am 5. Juli 2024 wurde ihre Verpflichtung zum Bundesligaaufsteiger 1. FFC Turbine Potsdam bekannt. Ihr Pflichtspieldebüt gab sie zum Saisonstart am 30. August 2024 bei der 0:2-Niederlage gegen den amtierenden Meister FC Bayern München.

## Erfolge
- Schweizer Cup-Finalist 2024
- Deutscher Schulmeister und Dritter bei der Schul-Weltmeisterschaft in Guatemala 2015
- Süddeutscher B-Juniorinnen-Meister 2013